# Hans Werner Kolben
Hans Werner Kolben (geboren 5. Mai 1922 in Aussig; gestorben Februar 1945 im KZ-Außenlager Kaufering VI – Türkheim) war ein deutschsprachiger tschechoslowakischer Dichter.

## Leben
Hans Werner Kolben wuchs in einer protestantisch assimilierten, jüdisch-böhmischen Familie  auf, die dem deutschsprachigen Prager Kulturkreis zugehörte. Sein Großvater, der Erfinder und Edison-Assistent Emil Kolben, gründete 1896 das Familienunternehmen Českomoravská Kolben Daněk (Böhmisch-mährische Kolben-Daněk-Werke), das Maschinen (Lokomotiven u. a.) herstellte und dessen Škoda-Werke in Pilsen oder Bat’a-Schuhe aus Zlín die tschechoslowakischen Industrie berühmt machten.
Während der deutschen Besatzung war die Familie Kolben zunehmend großen Repressionen ausgesetzt; Hans Werner konnte die Schule noch abschließen, sein Bruder Heinz wurde als Jude vom Gymnasium verwiesen. In dieser Zeit befreundete er sich mit dem späteren Germanisten und Autor Peter Demetz. Im Frühjahr 1942 wurde er wegen Nicht-Tragen des gelben »Judensterns« von einem früheren Mitschüler mit Verbindung zur SS angezeigt, in der Straßenbahn verhaftet und am 10. August 1942 in das Ghetto Theresienstadt verbracht. Er hatte bereits in Prag begonnen zu dichten und gab es in Theresienstadt nicht auf. Am 28. September 1944 wurde Hans Werner Kolben nach Auschwitz und von dort zur Zwangsarbeit in das KZ Kaufering in Oberbayern, ein Nebenlager des KZ Dachau, überführt, wo er im Februar 1945 an Flecktyphus starb.
Einige seiner Gedichte aus Prag und Theresienstadt konnte seine Mutter, eine Bakteriologin, die das Ghetto Theresienstadt überlebte, retten. Sie erschienen 2011 in einem von Peter Demetz mit einem Nachwort herausgegebenen  Lyrikband, den Heinz Kolben, der das KZ Auschwitz IV (Blechhammer in Oberschlesien) überlebte und 1968 aus der ČSSR nach München übersiedelte,  mit Erinnerungen an seinen Bruder ergänzte. Schon H. G. Adler hatte in Schriften und Vorträgen auf die Bedeutung der Gedichte von Hans Werner Kolben hingewiesen, die er zur Dichtung der Prager Schule zählte.